# Animal Crossing
Animal Crossing é uma série de jogos eletrônicos de simulação produzida pela Nintendo. Criada por Katsuya Egushi e Hisashi Nogami. Em Animal Crossing, o personagem do jogador é um humano que vive em uma comunidade habitada por vários animais antropomórficos, realizando várias atividades como pesca, captura de insetos, jardinagem, vendas entre outros. A série é conhecida por sua jogabilidade aberta e pelo uso do relógio e calendário do console para simular a passagem real do tempo no jogo.
A série atualmente possui oito jogos (cinco da série principal e três spin-offs), sendo o primeiro jogo, Animal Crossing lançado no Nintendo 64 (exclusivamente no Japão, com o nome de Animal Forest) em 2001, mais tarde portado e traduzido para o inglês para o Nintendo Gamecube em 2002 e o último, Animal Crossing New Horizons para Nintendo Switch foi lançado em 20 de março de 2020. A série foi ao mesmo tempo bem sucedida pela crítica e comercialmente com mais de 40 milhões de unidades vendidas em todo o mundo.

## Jogabilidade
Nos jogos principais da série, é controlado um aldeão humano que acaba de se mudar para uma nova cidade habitada por animais antropomorfizados. Ao adquirir um lar, você deve pagá-lo com dinheiro virtual (no jogo, "Sinos") adquirido por meio das atividades presentes no jogo, como pesca, caça de insetos, escavação de fósseis, venda de itens e outros. O jogador também pode usar o dinheiro para customizar seu personagem e sua casa, podendo expandi-la ao quitar sua dívida. Os animais que vivem na vila são interativos, pertencendo a grupos de personalidades distintos, podendo causar apego ou conflito com o jogador e entre eles. Os moradores podem pedir ou dar apelidos para o jogador, mandar cartas, comprar ou vender itens ou ter conversas mundanas com o jogador. Assim que o tempo passa, alguns moradores podem se mudar da vila, dando espaço para moradores novos.
Animal Crossing é jogado em tempo real (utilizando o calendário e relógio internos de seu respectivo console), tendo eventos que ocorrem em horários e datas específicos (como por exemplo, o fechamento de uma loja em determinado horário ou um evento de Natal). Moradores podem se mudar para sua vizinhança conforme o tempo passa, mesmo se o jogo não estiver sendo ativamente jogado.

## Recepção
| Jogo                          | Ano  | Unidades vendidas (milhões) | Metacritic |
| ----------------------------- | ---- | --------------------------- | ---------- |
| Animal Crossing               | 2001 | 2.32                        | 87/100     |
| Animal Crossing: Wild World   | 2005 | 11.75                       | 86/100     |
| Animal Crossing: City Folk    | 2008 | 3.38                        | 73/100     |
| Animal Crossing: New Leaf     | 2012 | 12.45                       | 88/100     |
| Animal Crossing: New Horizons | 2020 | 22.40                       | 91/100     |

Em geral, os jogos da série principal tem avaliações positivas. O jogo mais recente, New Horizons, recebeu uma nota 91 em 100 no Metacritic, sendo o jogo mais bem avaliado da série de acordo no agregador.
Em Happy Home Designer, o jogador toma o controle de um humano designer de interiores, que atende pedidos dos diferentes animais. Apesar de elementos da série principal como interação com os personagens ainda ser presente, funções como escavação de fósseis, caça de peixes e insetos, o relógio em tempo real são ausentes. O jogo foi recebido de forma mista na crítica, com a nota agregada de 66 em 100 no Metacritic.
Em Amiibo Festival, é jogado um jogo de tabuleiro em que é mantido o tom e aspecto da série principal, onde são usados Amiibos para controlar as ações do jogo (no caso rolar o dado). O jogo também contém minijogos, desbloqueáveis ao jogar o modo principal. O jogo foi recebido de forma negativa pela crítica, com a nota agregada de 43 em 100 no Metacritic.
Em Pocket Camp, o jogador administra seu acampamento, podendo levar certos animais para ele ao cumprir certos requerimentos. Podendo mudar a estética do acampamento para agradar certos animais ou o estilo próprio do jogador. O jogo foi recebido de forma mista para positiva, com a nota agregada de 72 em 100 no Metacritic.
É estimado que a franquia tenha vendido mais de 50 milhões de cópias entre todas os seus jogos.

## Jogos
| 2001 | Animal Crossing           |
| 2002 |                           |
| 2003 |                           |
| 2004 |                           |
| 2005 | Wild World                |
| 2006 |                           |
| 2007 |                           |
| 2008 | City Folk                 |
| 2009 |                           |
| 2010 |                           |
| 2011 |                           |
| 2012 | New Leaf                  |
| 2013 |                           |
| 2014 |                           |
| 2015 | Happy Home Designer       |
| 2015 | Amiibo Festival           |
| 2016 | New Leaf - Welcome amiibo |
| 2017 | Pocket Camp               |
| 2018 |                           |
| 2019 |                           |
| 2020 | New Horizons              |

### Série principal

#### Animal Crossing(2001)
Animal Crossing (どうぶつの森, Dōbutsu no Mori, Floresta dos Animais), originalmente lançado exclusivamente no Japão para o Nintendo 64 em 2001, foi lançado em uma versão melhorada para o GameCube no mesmo ano. Essa versão foi localizada e lançada na América do Norte em 15 de setembro de 2002, na Austrália em 17 de outubro de 2003 e na Europa em 24 de setembro de 2004. Uma versão estendida intitulada "Dōbutsu no Mori e+" foi lançada em 27 de junho de 2003 no Japão.

#### Animal Crossing: Wild World(2005)
Animal Crossing: Wild World (おいでよ どうぶつの森, Oideyo Dōbutsu no Mori, Venha para a Floresta dos Animais) foi lançado para o Nintendo DS no Japão em 23 de Novembro de 2005, na América do Norte em 5 de dezembro de 2005, na Austrália em 8 de dezembro de 2005 e na Europa em 31 de março de 2006. Foi o primeiro jogo da série a usar o serviço online Nintendo Wi-Fi Connection. Em 13 de outubro de 2016, o jogo foi relançado para o Virtual Console no Wii U, mas suas funcionalidades wi-fi estão indisponíveis devido ao desligamento do Nintendo Wi-Fi Connection.

#### Animal Crossing: City Folk(2008)
Animal Crossing: City Folk (街へ行こうよ どうぶつの森, Machi e ikō yo: Dōbutsu no mori, Vamos para a cidade: Floresta dos Animais, conhecido na Europa e Austrália como Animal Crossing: Let's Go to the City) foi lançado para o Wii na América do Norte em 16 de novembro de 2008, no Japão em 20 de novembro de 2008, na Austrália em 4 de dezembro de 2008 e na Europa em 5 de dezembro de 2008. Em 2010, foi lançado na Coreia do Sul. Foi o primeiro jogo a utilizar o Wii Speak, acessório que permitia que jogadores conversassem entre si durante partidas online.

#### Animal Crossing: New Leaf(2012)
Animal Crossing: New Leaf (とびだせ どうぶつの森, Tobidase Dōbutsu no Mori, Animal Forest: Jump Out) foi anunciado na E3 em 2010. Foi lançado para o Nintendo 3DS no Japão em 8 de novembro de 2012, na América do Norte em 9 de junho de 2013, na Europa em 14 de junho de 2013 e na Austrália em 15 de junho de 2013. Pela primeira vez na série, os jogadores eram indicados à posição de prefeito. Em Novembro de 2016, uma nova atualização foi lançada junto com a versão "Welcome amiibo" na América do Norte e Europa, adicionando diversos novos locais, itens e atividades.

#### Animal Crossing: New Horizons(2020)
Um novo jogo da série Animal Crossing para o Nintendo Switch foi anunciado durante uma Nintendo Direct em 13 de setembro de 2018 e posteriormente em uma outra, esta ligada á E3 2019 em 11 de junho de 2019. O jogo teve seu lançamento anunciado para 20 de março de 2020 e se tornou o jogo mais vendido nos EUA após apenas um mês de sua estreia. Com o sucesso de vendas, o jogo estabeleu diversas parcerias com empresas de moda para que criassem looks exclusivos dentro do jogo, algumas das empresas parceiras foram Valentino, The Marc Jacobs, GCDS  e a marca de moda brasileira, Amaro.

### Jogos derivados

#### Animal Crossing: Happy Home Designer(2015)
Animal Crossing: Happy Home Designer é um jogo de simulação social para o Nintendo 3DS e o primeiro jogo derivado da série Animal Crossing. Foi lançado no Japão em 30 de julho de 2015, na América do Norte em 25 de setembro de 2015, na Europa em 2 de outubro de 2015 e na Austrália em 3 de outubro de 2015. O jogo gira em torno de projetar casas para aldeões baseadas em seus pedidos. Escaneando cartas amiibo, jogadores podem desbloquear a habilidade de projetar casas para personagens especiais. O jogo possui uma nota de 66 de 100 no Metacritic, significando "críticas mistas ou medianas".

#### Animal Crossing: Amiibo Festival(2015)
Animal Crossing: Amiibo Festival é um party game para Wii U lançado na América do Norte em 13 de Novembro de 2015, na Europa em 20 de Novembro de 2015 e no Japão e na Austrália em 21 de novembro de 2015. O jogo se foca na utilização de personagens amiibo. O jogo possui uma nota de 46 de 100 no Metacritic, significando "críticas geralmente negativas".

#### Animal Crossing: Pocket Camp(2017)
Em abril de 2016, a Nintendo anunciou um jogo da série Animal Crossing para celulares, mais tarde intitulado Animal Crossing: Pocket Camp, seria lançado como parte da sua série de jogos para celulares. O jogo foi lançado na Austrália em outubro de 2017 e no resto do mundo em 21 de novembro de 2017.

### Aplicativos
- Animal Crossing Plaza, um aplicativo para Wii U no estilo de WaraWara Plaza. Promoção temporária para o jogo Animal Crossing: New Leaf.
- Animal Crossing Clock, um aplicativo para o relógio do sistema do Nintendo DSi e Nintendo 3DS.
- Animal Crossing Calculator, um aplicativo de calculadora para o Nintendo DSi e Nintendo 3DS.
- Photos with Animal Crossing, um aplicativo de câmera para o Nintendo 3DS que permite que os jogadores tirem fotos com personagens da série.[39]